# Estados Federados de Micronesia en los Juegos Olímpicos de Río de Janeiro 2016
Estados Federados de Micronesia participa en los Juegos Olímpicos de 2016 en Río de Janeiro, Brasil, del 5 al 21 de agosto de 2016.

## Participantes
Atletismo
- Kitson Kapiriel (100 metros masculino)
- Larissa Henry (100 metros femenino)

Boxeo
- Jennifer Chieng (peso ligero femenino)[5]

Natación
- Dionisio Augustine (50 metros estilo libre masculino)
- Debra Daniel (50 metros estilo libre femenino)